# Ардашев, Валентин Кузьмич
Валенти́н Кузьми́ч Арда́шев (1925―2000}) — участник Великой Отечественной войны, командир отделения 1022-го стрелкового полка 269-й стрелковой дивизии 3-й армии 1-го Белорусского фронта, красноармеец.
Герой Советского Союза (23.07.1944), старший сержант запаса.

## Биография
Родился 14 января 1925 года в деревне Новосельское (Опельск) Мари-Турекского кантона Марийской автономной области (ныне урочище на территории Мари-Турекского района Республии Марий-Эл) в крестьянской семье. Русский. Окончил 5 классов Новосельской школы, школу-семилетку и курсы слесарей в городе Александровск ныне Пермского края. Работал кузнецом в Косолаповской МТС Мари-Турекского района Марийской АССР.
В январе 1943 года был призван в Красную армию Косолаповским райвоенкоматом. На фронте с марта того же года. Особо отличился при форсировании Днепра и в боях за освобождение белорусского города Рогачёв.
В сентябре 1943 года Ардашев одним из первых в полку переправился через Днепр в районе деревни Вищин (Рогачёвский район Гомельской области Белоруссии). Ворвался в укреплённый опорный пункт врага, уничтожил гранатами и из автомата много солдат противника и четырёх взял в плен.
Текст представления к награде звучал так:
```
«Тов. Ардашев в боях по форсированию реки Днепр и захвату плацдарма на правом берегу в районе деревни Вищин Рогачевского района Гомельской области, проявил исключительную отвагу, мужество и геройство в трудных условиях по форсированию реки, преодолению минных полей, усиленного проволочного заграждения и сюрпризов, тов. Ардашев своей находчивостью и стремительностью обеспечил выполнение боевой задачи части. На этом участке боя первым вырвался в сильно укрепленный опорный пункт противника и в глубине его завязал с превосходящими силами немцев гранатный бой, в ближнем бою уничтожил гранатами и из автомата 31 немца и преследуя бежавшего противника их опорного пункта, захватил 4 немцев в плен. Разгром Ардашевым сильно укрепленного опорного пункта противника, дал возможность стрелковым подразделениям части с малыми потерями выполнить боевую задачу. В опорном пункте было захвачено: радиоузел, легковую автомашину, 5 пушек 75 мм, автоматов – 20 штук и 8 винтовок.
```

За исключительно героический подвиг, достоин присвоения звания «Герой Советского Союза»
Указом Президиума Верховного Совета СССР от 23 июля 1944 года за образцовое выполнение заданий командования и проявленные мужество и героизм в боях с немецкими захватчиками красноармейцу Ардашеву Валентину Кузьмичу присвоено звание Героя Советского Союза с вручением ордена Ленина и медали «Золотая Звезда» (№ 3864).
Отважный боец с честью дошел до Победы. В 1944 году вступил в ВКП(б). После войны уволен в запас в звании старшего сержанта.
Жил в городе Брянске. До выхода на пенсию работал трактористом на одном из заводов. Умер в 2000 году. Похоронен в Брянске.

## Награды и звания
- Медаль «Золотая Звезда» Героя Советского Союза (№ 3864)
- Орден Ленина
- Орден Отечественной войны I степени
- Орден Славы III степени
- Медали, в том числе:
  - Медаль «За победу над Германией в Великой Отечественной войне 1941—1945 гг.»
  - Юбилейная медаль «Двадцать лет Победы в Великой Отечественной войне 1941—1945 гг.»
  - Юбилейная медаль «Тридцать лет Победы в Великой Отечественной войне 1941—1945 гг.»
  - Юбилейная медаль «Сорок лет Победы в Великой Отечественной войне 1941—1945 гг.»
- В 1982 году удостоен звания Почётного гражданина города Рогачёв.

## Память
- В Брянске в Московском микрорайоне на доме № 47, где жил Герой, в 2001 году была установлена мемориальная доска с текстом «В этом доме с 1983 по 2000 год жил Герой Советского Союза Ардашев Валентин Кузьмич (14.01.1925–22.05.2000 гг.)».
- В 2015 году Имя Героя Советского Союза В. К. Ардашева было увековечено на Стене Памяти в сквере Победы города Александровска Пермского края.